# Лаварден, Анри-Шарль де Бомануар
Анри-Шарль де Бомануар (фр. Henri-Charles de Beaumanoir; 15 марта 1644, Ле-Ман — 29 августа 1701, Париж), маркиз де Лаварден — французский военный и дипломат.

## Биография
Сын Анри II де Бомануара, маркиза де Лавардена и Маргерит-Рене де Ростен.
Участвовал в битве при Сент-Готарде (1664), в ходе Деволюционной войны во взятии Куртре (1667), завоевании Франш-Конте Людовиком XIV (1668), Голландской войне (1672) и во многих делах в последующие годы.
В 1670 году был назначен генеральным наместником Верхней и Нижней Бретани. В этом качестве руководил Бретонским адмиралтейством, отстаивая его независимость от адмирала Франции, а также принимал участие в подавлении восстания гербовой бумаги.
В 1687—1688 годах был чрезвычайным послом в Риме, вместо герцога д'Эстре. Его посольство пришлось на период очередного конфликта между Францией и Римом. Папа Иннокентий XI ради восстановления порядка в городе отменил привилегии посольского квартала, с чем согласились все монархи, кроме Людовика XIV. Иннокентий просил короля не назначать нового посла, пока конфликт не будет разрешен, но Людовик с просьбой не посчитался, и в инструкции Лавардену утверждалось, что король Франции старший сын католической церкви и защитник Святого Престола, и что, в отличие от императора и короля Испании, он не зависит от Рима.
Маркиз прибыл в Рим с вооруженным отрядом из восьмисот человек, при вступлении в город разбрасывал серебряные монеты и занял дворец Фарнезе, который окружил сильной охраной. В ответ папа отказал ему в аудиенции, запретил своим министрам вести переговоры с французом и буллой от 12 мая 1687 отлучил Лавардена от церкви. При появлении французского посла любое богослужение в Риме немедленно прекращалось.
Король наградил маркиза двумя тысячами экю, а 31 декабря 1688 пожаловал в рыцари орденов короля.
Герцог де Сен-Симон дает Лавардену следующую характеристику:

Месье де Лаварден, генеральный наместник в Бретани, кавалер Ордена Святого Духа, стяжавший известность своим странным посольством в Риме, во время коего он был отлучен Папой Иннокентием XI от Церкви, так и не сумев добиться у него аудиенции, скончался в возрасте пятидесяти пяти лет. Это был толстый, на редкость уродливый человек, обладавший изрядным умом и немалой ученостью, но не отличавшийся слишком высокими нравственными достоинствами. От первого брака с сестрой герцога де Шеврёза у него была только одна дочь, мадам де Ла Шатр. Вторая жена, сестра герцога и кардинала де Ноаев, которую он тоже пережил, оставила ему дочь и сына. Умирая, он запретил, под страхом проклятия, своему еще юному сыну жениться на девице из рода Ноай, о чем уведомил также и своего шурина, кардинала де Ноая. Далее мы увидим, что воля его не была исполнена, но что проклятие незамедлительно возымело свое действие. Говорили, что он был скуп, неуживчив и страдал наследственной болезнью всех Ростенов, к роду которых принадлежала его мать. Сам он уверял, что ни одна трапеза никогда полностью не утоляла его голод и что, выйдя из-за стола, он всегда готов был вновь приняться за еду. Однако его подагра, камни в почках и ранняя смерть вряд ли вызовут у кого-либо желание следовать подобному режиму.— Сен-Симон. Мемуары. 1701—1707. Кн. I. — М., 2016. — С. 54

## Семья
1-я жена (3.02.1667): Франсуаза-Поль-Шарлотта д’Альбер (ум. при родах в 1670), дочь Луи-Шарля д’Альбера, герцога де Люина, и Луизы-Мари Сегье, маркизы д’О
Дети:
- Мари-Шарлотта (1668—29.04.1725). Муж (13.05.1694): Луи-Шарль-Эдм де Лашатр (ум. 1730), граф де Нансе
- N (1670—?), демуазель де Маликорн, монахиня-бенедиктинка в Париже на улице дю Шерш-Миди

2-я жена (10.01.1680): Луиза-Анн де Ноай (29.11.1662—12.1693), дочь герцога Анна де Ноая и Луизы Буйе
Дети:
- Эмманюэль-Анри (07.1684—15.11.1703), маркиз де Лаварден. Генеральный наместник Нижней Бретани, полковник кавалерии, убит в битве при Шпайере. Жена (20.02.1703): Мари-Франсуаза де Ноай (13 03.1687—?), дочь герцога Анна-Жюля де Ноая и Мари-Франсуазы де Бурнонвиль. Брак быд бездетным и наследство Бомануаров перешло к графу де Тессе, мать которого была внучкой маршала Лавардена
- Мари-Анн-Ромен (11.09.1688, Рим, — 1745). Муж (21.07.1704): Луи-Огюст д'Альбер-д'Айи (1678—1744), герцог де Шон
- Мари-Луиза-Генриетта. Муж (9.02.1708): Жак-Луи де Беринген (ум. 1723), маркиз де Шатонёф